# دهستان فخررود
دهستان فخررود، دهستانی از بخش میاندشت شهرستان درمیان واقع در استان خراسان جنوبی است. جمعیت این دهستان، بر اساس سرشماری سال ۱۳۸۵، بالغ بر ۵۴۴۶ نفر می‌باشد.